# 蓬特斯
蓬特斯，是西班牙加泰罗尼亚莱里达省的一个市镇。 总面积31平方公里，总人口2393人（2001年），人口密度77人/平方公里。